# 4Gamer.net
4Gamer.net（フォーゲーマードットネット）は、デジタルハーツホールディングスの連結子会社であるAetas株式会社（アエタス、英: Aetas, Inc.）が企画・運営する日本のコンピュータゲーム情報サイト。愛称は「4亀」。2000年8月サイトオープン。

## 特徴
FPSやRTSなど俗に洋ゲーと呼ばれるようなゲームを中心に扱っていたが、パソコンゲーム市場の変化に合わせ、MMORPGや恋愛アドベンチャーなどの記事も扱うようになり、現在ではパソコンゲームだけでなくコンシューマーゲームの情報を幅広く扱う総合情報サイトとなっている。
ニュース・インタビュー・レビューや、海外事情からハードウェア選びまで扱うコラム、ファンタジーやレトロゲーム、最新ゲーム攻略など総合ゲームサイトらしく、様々な週刊連載記事などを扱っているほか、プロモーションムービーや体験版、マイナーなMMORPGや海外ゲームのクライアントプログラムに関するミラー配布などのサービスも行なっている。
かつて『4Gamer magazine』という雑誌名で紙媒体に進出したことがあり、不定期刊行でvol.3まで発売された。しかし、ゲームユーザーの雑誌離れと、紙媒体とweb媒体の商慣習の違いなどから、販売は振るわず撤退している。
なお、2010年4月8日から、超!A&G+にて、ラジオ番組RADIO 4Gamerを放送していた。パーソナリティは、声優の岡本信彦、ライターのマフィア梶田。後継番組はRADIO 4Gamer Tap(仮)で、主に4Gamerのおれっちを加えた3名が出演している。
2012年11月21日運営会社Aetas株式会社はソフトバンクBB子会社のモビーダ・ホールディングスから株式会社デジタルハーツへ8億円で売却されソフトバンクグループから離脱した。2015年にはデジタルハーツホールディングスと業務提携を締結した松竹ブロードキャスティングが、Aetasの株式の40％にあたる477株を取得した。
2016年に、Cygamesからいわゆる「出禁」を食らっていることを明かしたが、2022年、マフィア梶田が仲介に入り出禁問題は解消された。